# 城关乡 (商水县)
城关乡，是中华人民共和国河南省周口市商水县下辖的一个乡镇级行政单位。

## 行政区划
城关乡下辖以下地区：
大井村、郝庄村、李风寨村、董营村、朱冢村、王老庄村、远通寺村、干河沿村、家庙后村、中兴寨村、双庙集村、大刘村、吴楼寨村、瓦房庄村、黄庄村、陈家寨村、大李庄村和王楼村。